# Cornus iberica
Cornus iberica är en kornellväxtart som beskrevs av Jurij Nikolajevitj Voronov. Cornus iberica ingår i släktet korneller, och familjen kornellväxter. Inga underarter finns listade i Catalogue of Life.